# William Wentworth (4e baronnet)
William Wentworth, 4e baronnet (1686-1763), de Bretton Hall, West Yorkshire, est un propriétaire britannique et un homme politique qui siège à la Chambre des communes de 1731 à 1741. 

## Biographie
Il est baptisé à la Cathédrale d'York le 29 octobre 1686, deuxième fils de Mathew Wentworth, 3e baronnet de Bretton, et de son épouse Elizabeth Osbaldeston, fille de William Osbaldeston de Hunmanby, Yorkshire. En février 1706, il succède à son père comme baronnet. 

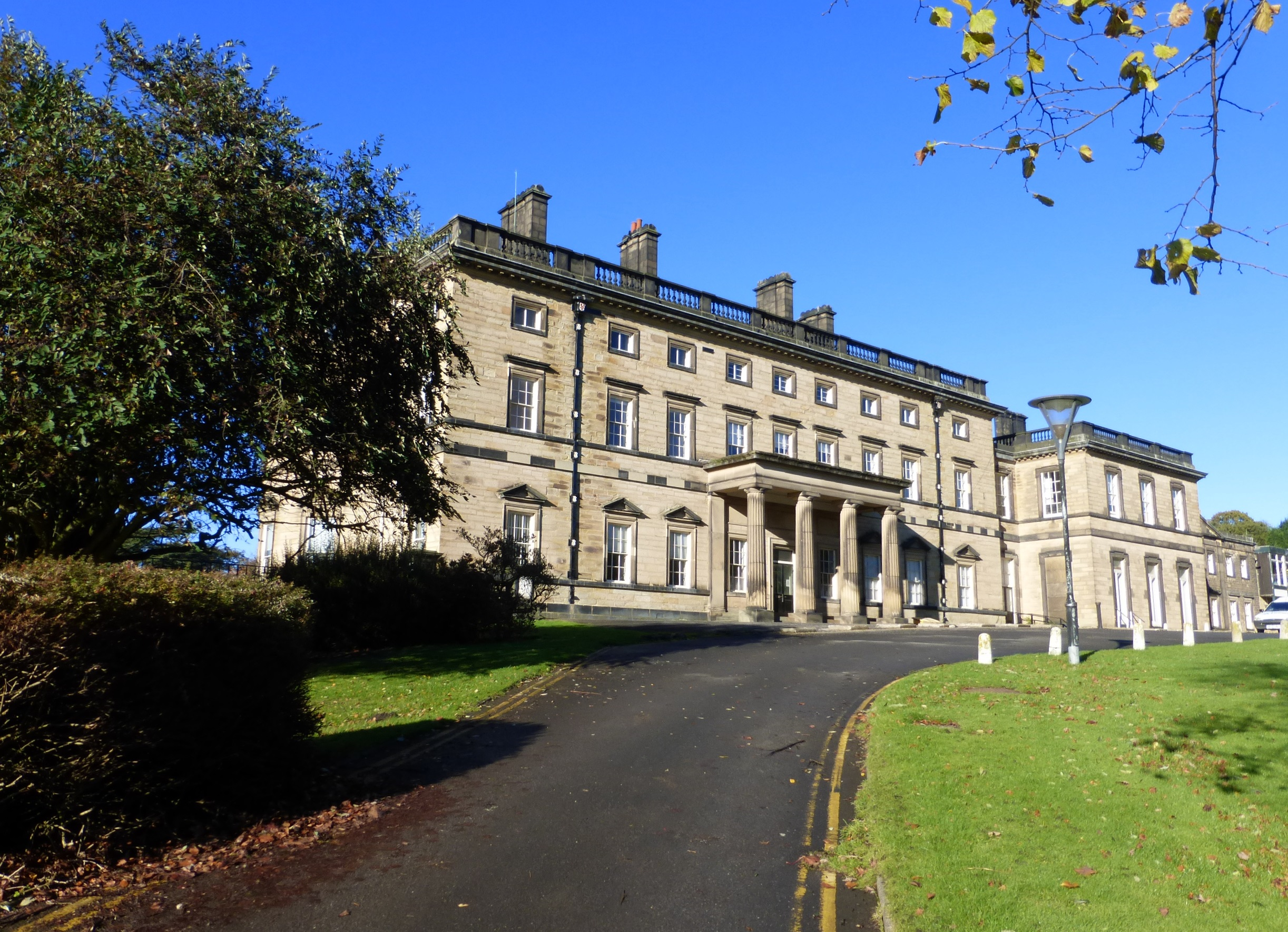
Bretton Hall, Yorkshire

Vers 1720, avec l'aide de James Moyser, il construit Bretton Hall, qui remplace une ancienne maison sur le site. 
Il est élu député de Malton sous le patronage de Thomas Watson-Wentworth (1er marquis de Rockingham) lors d'une élection partielle le 19 mai 1731. Il vote régulièrement avec le gouvernement. Il est réélu pour Malton aux Élections générales britanniques de 1734. En 1737, il se trouve dans une situation politique délicate. Au nom du prince de Galles, il est invité à appuyer une motion contrée par le gouvernement, qui propose une augmentation de l'indemnité du prince. Il soutient le prince, ce qui contrarie le frère de son patron, Thomas Wentworth, et lui fait regretter son action, affirmant qu'il a été dupé. Il ne vote pas sur la convention espagnole en 1739 ni sur le Bill Place en 1740. Il ne se représente pas aux Élections générales britanniques de 1741 . 

## Mariage et descendance
Le 23 juin 1720, dans la Cathédrale Saint-Paul de Londres il épouse Diana Blackett, fille de William Blackett (1er baronnet, 1657-1705), député de Newcastle-upon-Tyne. Ils ont cinq fils et quatre filles, dont: 
- Thomas Wentworth Blackett, 5e baronnet (1726-1792), troisième et unique fils survivant et héritier, qui prend plus tard le nom de famille Blackett.
- Diana Wentworth, fille aînée, épouse de Godfrey Bosville de Gunthwaite dans le Yorkshire et mère de William Bosville [2].

Il décède le 1er mars 1763 et est enterré à Bretton. 